# ヴァイオリン協奏曲第1番 (アッコーライ)
ジャン＝バティスト・アッコーライのヴァイオリン協奏曲第1番イ短調は、作曲者の現在残された作品の中では唯一広く知られた作品である。

## 概要
学生演奏家の愛奏曲としても知られ、華やかなカデンツァはないものの、易しいながらヴァイオリン協奏曲の基本的な形を身につけるのに適したものとしてヴァイオリン教育に利用されている。

## 曲の構成
単一楽章。イ短調－イ長調。4分の4拍子。全体に練習曲の接続曲風で、暗譜も簡単。ソナタ形式。
Allegro moderato
冒頭はアルペッジョの朗詠風の主題。第2主題はハ長調の穏やかなもの。三連符のスラー奏法の練習部分が続くと再現部。イ長調で滑らかな16分音符のスラー奏法の練習が繰り返されると、高音のE音が鳴らされる。重音奏法がコーダを形成し、華やかに終わる。演奏時間は全曲通して10分前後。
日本では篠崎ヴァイオリン教本で紹介され、広く知られている。